# اقلیم اراک

نقشهٔ آب و هوایی ایران؛ شهر اراک میان آب و هوای مدیترانه‌ای با باران بهاره و نیمه‌بیابانی سرد قرار گرفته است

آب و هوای اراک خصوصیات اقلیمی فلات مرکزی ایران (زمستان‌های سرد و مرطوب و تابستان‌های گرم و خشک) را داراست. کوه‌های اطراف اراک و تالاب میقان و دشت فراهان در آب و هوای این منطقه اثر کرده و ویژگی‌های خاصی به آن بخشیده است. ابرها و جریان‌های غربی در پاییز و زمستان بیشتر رطوبت خود را در ارتفاعات غرب منطقه به خصوص رشته کوه زاگرس از دست می‌دهند و در زمستان جبهه سردی هوای اراک را اشغال می‌کند که بر اثر ارتفاعات اطراف و فشاری که تالاب میقان بر هوا وارد می‌کند، مدت زیادی در منطقه می‌ماند.
اقلیم شهر اراک بر اساس طبقه‌بندی دومارتن، نیمه خشک و بر اساس طبقه‌بندی آمبرژه، نیمه خشک و سرد می‌باشد.

## درجه حرارت
متوسط دمای سالانه شهر اراک ۱۳/۹ درجه سانتی گراد است که تیر با میانگین ۲۷/۱ درجه سانتی گراد گرمترین ماه و بهمن صفر درجه سانتی گراد سردترین ماه سال می‌باشد.
میانگین بارندگی در اراک ۳۴۱/۷میلی‌متر است که از میانگین کشوری که ۲۵۰ میلی‌متر است بیشتر می‌باشد
بیشتر بارندگی در اراک از جریان‌های پرفشار سیبری و پرفشار آزور تأثیر می‌گیرد. شاخه اصلی این دو جریان پس از ورود از شمال غرب و گذشتن از مناطق غرب کشور، به سمت منطقه اراک حرکت می‌کند.
متوسط بارندگی در سال ۳۴۱/۷ میلی‌متر که بیشترین بارندگی ۴۸۵/۸ میلی‌متر در سال ۷۱–۷۰ و کمترین بارندگی ۱۵۴/۴ میلی‌متر در سال ۷۸–۷۷ رخ داده است.
خ

## وزش باد
باد غالب شهر اراک غربی و جنوب غربی است و بیشترین سرعت باد وزیده شده به میزان ۱۲۳ کیلومتر در ساعت در اسفند ۱۳۶۲ و اردیبهشت ۱۳۸۵ ثبت و گزارش شده است.

## رطوبت
میانگین رطوبت سالیانه اراک ۴۶٪ می‌باشد که ماه دی با میانگین ۶۸٪ بیشترین رطوبت و ماه مرداد با ۲۷٪ خشکترین ماه سال را تشکیل می‌دهد.

## مدت فصل‌ها

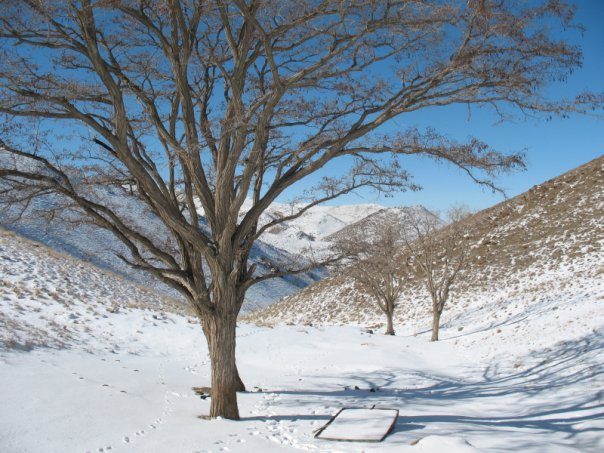
منطقه گردو در یک روز زمستانی

فصل زمستان کثراً طولانی و از ۴ تا ۶ ماه متغیر است و بهار و پاییز فصل‌های کوتاهی هستند. تابستان در تیر و مرداد ظاهر می‌شود. مدت روزهای یخبندان از ۶۵ تا ۱۲۰ روز در سال‌های مختلف متغیر است. میزان بارندگی در سال‌های مختلف متفاوت است و میان ۲۳۰ تا ۶۳۸ میلی‌متر در سال می‌باشد که متوسط بارندگی حدود ۳۴۱/۷ میلی‌متر بوده است.
|                  | ژانویه | فوریه | مارس | آوریل | مه   | ژوئن | ژوئیه | اوت  | سپتامبر | اکتبر | نوامبر | دسامبر |   |       |
| دمای بیشینه (°C) | ۴٫۲    | ۸٫۶   | ۱۳٫۵ | ۱۹٫۶  | ۲۵٫۶ | ۳۲٫۵ | ۳۵٫۸  | ۳۴٫۹ | ۳۰٫۸    | ۲۳٫۱  | ۱۴٫۸   | ۷٫۶    | Ø | ۲۰٫۹  |
| دمای کمینه (°C)  | -۵٫۷   | -۳٫۸  | ۲٫۰  | ۷٫۰   | ۱۱   | ۱۵٫۳ | ۱۸٫۸  | ۱۷٫۵ | ۱۳      | ۷٫۸   | ۲٫۶    | -۲٫۲   | Ø | ۶٫۹   |
|                  |        |       |      |       |      |      |       |      |         |       |        |        |   |       |
| بارش (mm)        | ۵۴٫۷   | ۴۷٫۶  | ۵۳٫۱ | ۵۳٫۴  | ۳۱٫۹ | ۱٫۵  | ۰٫۶   | ۱٫۱  | ۰٫۷     | ۱۸٫۵  | ۳۱٫۶   | ۵۱٫۰   | Σ | ۳۴۵٫۷ |
|                  |        |       |      |       |      |      |       |      |         |       |        |        |   |       |
| روزهای بارانی    | ۱۰٫۸   | ۹٫۸   | ۱۱٫۴ | ۹٫۴   | ۷٫۱  | ۱٫۱  | ۰٫۹   | ۰٫۶  | ۰٫۳     | ۴٫۳   | ۶٫۱    | ۸٫۹    | Σ | ۷۰٫۷  |

| -۵٫۷ |

| -۳٫۸ |

| ۲٫۰ |

| ۷٫۰ |

| ۱۱ |

| ۱۵٫۳ |

| ۱۸٫۸ |

| ۱۷٫۵ |

| ۱۳ |

| ۷٫۸ |

| ۲٫۶ |

| -۲٫۲ |

| -۵٫۷ |

| -۳٫۸ |

| ۲٫۰ |

| ۷٫۰ |

| ۱۱ |

| ۱۵٫۳ |

| ۱۸٫۸ |

| ۱۷٫۵ |

| ۱۳ |

| ۷٫۸ |

| ۲٫۶ |

| -۲٫۲ |

| بارش | ۵۴٫۷   | ۴۷٫۶  | ۵۳٫۱ | ۵۳٫۴  | ۳۱٫۹ | ۱٫۵  | ۰٫۶   | ۱٫۱ | ۰٫۷     | ۱۸٫۵  | ۳۱٫۶   | ۵۱٫۰   |
|      | ژانویه | فوریه | مارس | آوریل | مه   | ژوئن | ژوئیه | اوت | سپتامبر | اکتبر | نوامبر | دسامبر |